# Santa Sofia Marecchia

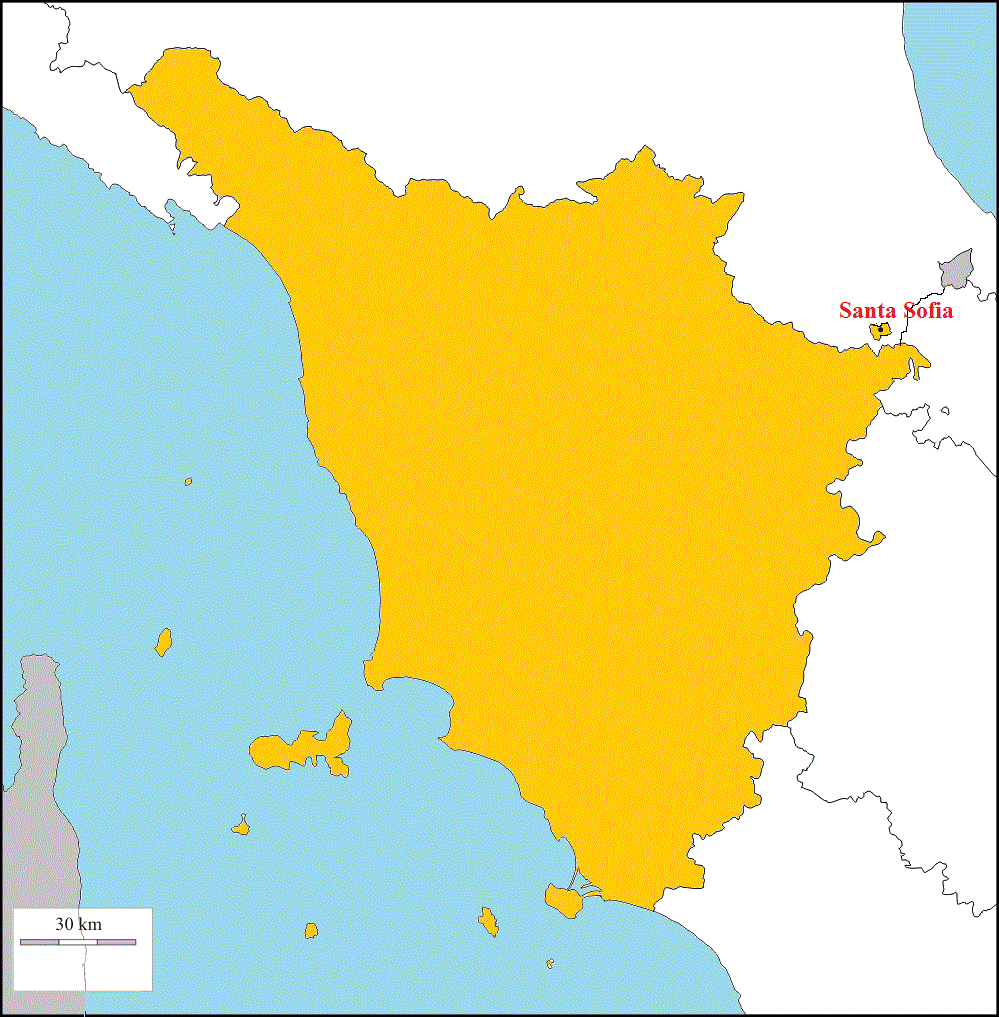
Localizzazione di Santa Sofia.

Santa Sofia Marecchia (Santas'fia in dialetto locale, spesso indicata come Santa Sofia) è una frazione del comune di Badia Tedalda, in provincia di Arezzo. Dista 9 km dal capoluogo comunale.
La frazione è situata all'interno dell'exclave di Ca' Raffaello, exclave toscana nel territorio dell'Emilia-Romagna. Storicamente è stato un'enclave marchigiano, dato che da prima dell'Unione d'Italia fino al 2009 era compreso nel territorio della provincia di Pesaro Urbino, nella regione Marche.
La località è nata e si è sviluppata sulla sponda sinistra del fiume Marecchia a 500 m s.l.m.
L'abitato sorge lungo il corso della Strada statale 258 Marecchia, a circa 50 km da Rimini, questo lo rende uno dei centri abitati della Toscana più vicino al mar Adriatico.